# Saïd-Baldas
Saïd-Baldas est un ancien village, sultanat du Soudan du Sud dans le Bahr el-Ghazal. 

## Histoire
Aujourd'hui abandonné, il s'agissait d'un important camp frontalier au XIXe siècle entre l'Oubangui et le Chari. Pierre Prins le visite en 1901 et le décrit comme une ville close fortifiée par « un mur circulaire d'argile limoneuse, épais de 5 mètres à la base et de 1 mètre au sommet... », unique dans la région, peuplée d'environ 5 000 habitants. Elle disparait peu après le passage de Prins vraisemblablement à cause d'une épidémie de variole.